# Olympische Zomerspelen 1896
De Olympische Zomerspelen 1896, officieel de Spelen van de Ie Olympiade, waren de eerste moderne Olympische Spelen. Het waren de eerste Olympische Spelen sinds de Romeinse keizer Theodosius I de klassieke Olympische Spelen in 393 bij edict had verboden, omdat zij door hun heidens karakter een bedreiging zouden vormen voor het christendom. De Spelen werden geherintroduceerd op initiatief van baron Pierre de Coubertin en vonden plaats in Athene (Griekenland) van 6 tot en met 15 april 1896 (gregoriaanse kalender, volgens de ter plaatse gebruikte juliaanse kalender van 25 maart tot en met 3 april). De Spelen werden unaniem aan Athene toegewezen op een congres dat door De Coubertin in 1894 was georganiseerd, waarbij tegelijkertijd het Internationaal Olympisch Comité (IOC) werd opgericht.
Aan de eerste moderne Olympische Spelen deden in totaal 241 atleten uit 14 landen mee. De deelname stond in dat jaar nog niet open voor vrouwen. Op het programma stonden atletiek (waaronder de marathon), gewichtheffen, schermen, schietsport, tennis, turnen, wielrennen, worstelen en zwemmen. Zeilen stond ook op het programma, maar moest wegens een gebrek aan goede boten worden afgelast. Het roeien ging niet door vanwege de te harde wind tijdens de geplande wedstrijddag.
Ondanks een aantal tegenslagen werden deze eerste moderne Spelen algemeen beschouwd als een groot succes. Het was het grootste internationale sportevenement van die dagen en het Stadion Panathinaiko, het eerste grote stadion in de moderne tijd, zat vol met het grootste sportpubliek tot dan toe. Het hoogtepunt voor de Grieken was de overwinning van hun landgenoot Spiridon Louis op de marathon. De meest succesvolle deelnemers waren de Duitse worstelaar en turner Carl Schuhmann, die vier gouden medailles won en zijn landgenoot Hermann Weingärtner, die zes medailles won (waarvan drie goud).
Na afloop van de Spelen werd De Coubertin en het IOC een petitie aangeboden, ondertekend door onder anderen de Griekse koning en verscheidene deelnemers, om alle volgende edities van de Spelen ook in Athene te laten plaatsvinden. De Spelen van 1900 waren echter al toegekend aan Parijs en, afgezien van de tussenliggende Spelen van 1906, keerden de Spelen pas in 2004 weer terug in Athene.

## Herintroductie van de Spelen
Gedurende de 19e eeuw werden verscheidene kleine sportevenementen genoemd naar de klassieke Olympische Spelen. Baron Pierre de Coubertin haalde vooral zijn inspiratie uit de Wenlock Olympian Society Annual Games, gehouden in Much Wenlock in Shropshire, waar sinds 1850 jaarlijks een evenement georganiseerd werd, met onderdelen als atletiek, voetbal, cricket en ringwerpen, en een Grieks evenement, de Zappische Spelen, georganiseerd door de zakenman en later medeoprichter van de Spelen Evangelos Zappas.

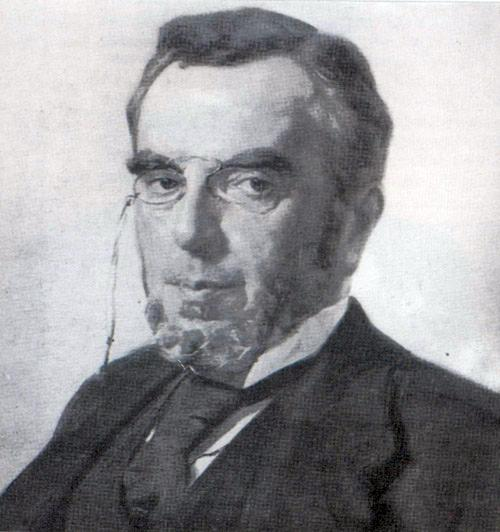
Demetrius Vikelas, de eerste president van het IOC

Op 18 juni 1894 organiseerde Coubertin een congres op de Universiteit van Parijs om zijn plannen te presenteren aan afgevaardigden van sportorganisaties uit elf landen. Toen het plan geaccepteerd was en er een datum gekozen diende te worden, kwam Coubertin met het idee om in 1900, gelijktijdig met de wereldtentoonstelling, de eerste Spelen te organiseren. Omdat in de tussenliggende periode van zes jaar de interesse in en de enthousiasme voor de Spelen zou kunnen verminderen, stelde een aantal leden voor om vier jaar eerder, in 1896, al Spelen te organiseren. Nadat een datum werd afgesproken, diende ook een locatie gevonden te worden. Hoe dit precies is gegaan, is onduidelijk, omdat zowel Coubertin als Demetrius Vikelas, de eerste president van het Internationaal Olympisch Comité, de officiële notulen tegenspreken. De meeste bronnen zeggen dat verscheidene mensen Londen opperden, maar dat Coubertin dit weigerde. Na een kort overleg met Vikelas, die door Griekenland afgevaardigd was, stelde Coubertin Athene voor. Op 23 juni stelde Vikelas Athene officieel kandidaat en omdat de Olympische Spelen in de klassieke oudheid ook in Griekenland plaatsvonden, stemde het congres unaniem toe.

## Organisatie
Het nieuws dat er opnieuw Spelen zouden worden georganiseerd in Griekenland werd positief ontvangen door de Griekse burgers, media en koninklijke familie. Volgens Coubertin "hoorde kroonprins Constantijn met groot genoegen het nieuws dat de Spelen zouden terugkeren naar Athene." Verder zei hij dat "de koning en kroonprins medewerking willen verlenen aan het organiseren van de Spelen." Constantijn eigende zich later zelfs enthousiast het voorzitterschap van het organiserende comité toe.
Destijds had Griekenland grote financiële problemen en was er politieke onrust. Charilaos Trikoupis en Theodoros Deligiannis wisselden het premierschap om de zoveel tijd af en, vanwege de financiële problemen, dachten zowel premier Trikoupis als Stephanos Dragoumis, voorzitter van het Zappas Olympisch Comité, dat de Zappische Spelen had georganiseerd in 1870 en 1875, dat het niet mogelijk was voor Griekenland om het evenement te organiseren. Eind 1894 presenteerde het organiserende comité onder leiding van Stephanos Skouloudis in een rapport het feit dat de kosten van het organiseren van de Spelen drie keer zo hoog zouden uitvallen als dat Coubertin had voorgerekend. Ze concludeerden dat de benodigde 3.740.000 drachmen niet opgehoest konden worden en dat de Spelen niet gehouden konden worden.

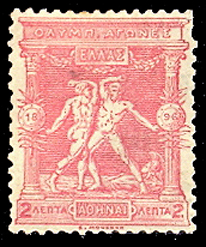
Een van de speciaal voor de Spelen uitgegeven postzegels

Met het vooruitzicht van een mogelijke afgelasting van de eerste Spelen begonnen Coubertin en Vikelas een campagne om de Olympische Beweging levend te houden. Op 7 januari 1895 wierp deze zijn vruchten af: Vikelas maakte bekend dat kroonprins Constantijn de nieuwe voorzitter van het organiserend comité zou worden en zich vooral zou bezighouden met de financiën. Hij motiveerde het Griekse volk om geld te doneren. Deze donaties leverden in totaal ongeveer 330.000 drachmen op, de verkoop van speciaal voor dit doel uitgebrachte postzegels leverde 400.000 drachmen op en de kaartverkoop nog eens 200.000. Na een verzoek van Constantijn nam zakenman George Averoff de restauratie van het Stadion Panathinaiko voor zijn rekening, wat hem ongeveer 1 miljoen franc kostte. Als dank voor zijn gulheid, werd er een standbeeld van hem gemaakt, dat de dag voor de openingsceremonie, op 5 april 1896, vlak voor het stadion werd onthuld en daar nog steeds staat.
De jury, scheidsrechters en andere officials kregen dezelfde namen als in de oudheid, namelijk Ephor, Helanodic en Alitarc. Verder trad koning George I op als hoofdscheidsrechter en volgens Coubertin "gaf zijn aanwezigheid gewicht en gezag aan de beslissingen van de Ephors."
Het bericht van de nieuwe Spelen werd in België slecht ontvangen. De Belgische krant Le Soir was zelfs fel gekant tegen dit initiatief en vroeg zich af of de Europese volkeren er niet beter aan deden om weg te blijven van de viering van de Spelen. De krant stelde dat een Belgische deelname niet meer zou zijn dan een potsierlijk vertoon.

## Ceremonies

Openingsceremonie van de Olympische Spelen van 1896

### Openingsceremonie
De openingsceremonie werd gehouden op 6 april 1896 (25 maart lokale datum) in het Stadion Panathinaiko. De Spelen werden geopend door koning George I van Griekenland die vergezeld was van zijn hele familie, waaronder zijn vrouw Olga en hun zoon kroonprins Constantijn. Meer dan vijftigduizend mensen juichten de koning toe na zijn toespraak. De atleten waren per natie verzameld op het binnenveld. Bij de opening loste men kanonschoten en er werden meer dan duizend duiven losgelaten. Een koor zong de hymne, die later de olympische hymne zou worden, die speciaal voor de gelegenheid door de Griek Spiros Samaras was gecomponeerd en waarvoor de dichter Kostís Palamás de woorden had geschreven.
De huidige openingsceremonie bevat nog steeds een aantal elementen uit deze openingsceremonie. Het staatshoofd van het organiserende land opent nog steeds de Spelen en de olympische hymne, die sinds 1958 officieel is, wordt nog steeds gespeeld. Andere elementen, zoals de olympische eed, het aansteken van het olympisch vuur en de landenparade werden later geïntroduceerd.

### Sluitingsceremonie
Op zondagochtend 12 april (31 maart lokale datum) organiseerde koning George I een banket voor alle officials en atleten (ondanks dat nog niet alle evenementen hadden plaatsgevonden). Tijdens zijn toespraak, maakte hij duidelijk dat, als het aan hem lag, de Spelen voor altijd in Athene gehouden zouden worden. De officiële sluitingsceremonie vond de volgende woensdag plaats, nadat hij dinsdag door slecht weer werd uitgesteld. De koninklijke familie was wederom aanwezig bij de ceremonie, die werd geopend door het spelen van het Griekse volkslied en een ode in het Oudgrieks, geschreven door George S. Robertson, een Britse deelnemer en student klassieke talen.

Op de slotdag van de Spelen, tijdens de sluitingsceremonie, overhandigde de koning de prijzen aan de winnaars. Anders dan tegenwoordig ontvingen de winnaars een zilveren medaille, een olijftak en een diploma. De nummers twee kregen een bronzen medaille, een lauriertak en een diploma. Verder kregen sommige atleten nog extra prijzen, zoals marathonwinnaar Spiridon Louis, die een beker kreeg van Michel Bréal, een vriend van Coubertin, die het marathonevenement had bedacht. 

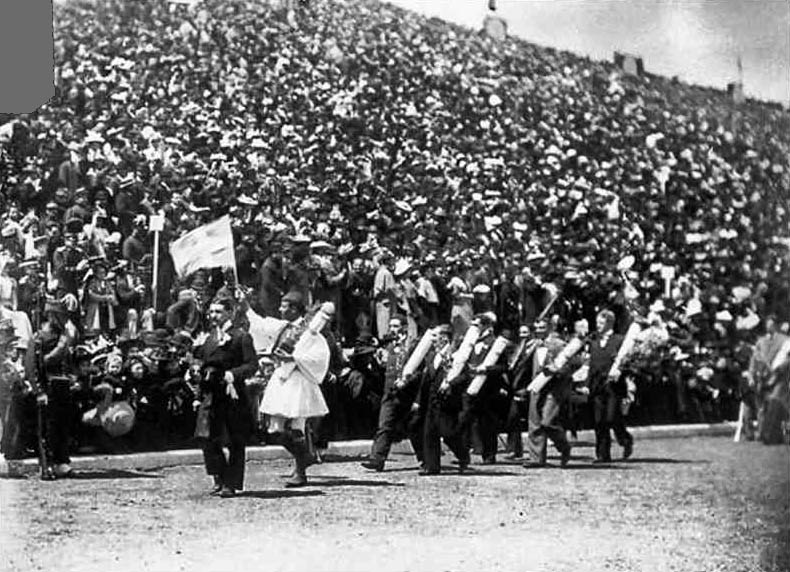
De ereronde tijdens de sluitingsceremonie

Louis leidde daarna de ereronde van de winnaars door het olympisch stadion onder begeleiding van de olympische hymne. De koning verklaarde daarna de eerste Olympische Spelen voor gesloten en verliet het stadion, terwijl het Griekse volkslied weer werd gespeeld en hij toegejuicht werd door de menigte.
Vele anderen steunden het idee van de koning om de volgende Spelen ook in Athene te laten plaatsvinden. Zo ondertekenden de meeste Amerikaanse atleten een brief naar de kroonprins met deze wens. Coubertin echter was hier sterk op tegen, omdat hij vond dat internationale rotatie van de organisatie een van de hoekstenen van de moderne Olympische Spelen was. Geheel volgens zijn wens werden de volgende spelen gehouden in Parijs, waar ze enigszins overschaduwd werden door de gelijktijdig gehouden wereldtentoonstelling.

## Sporten

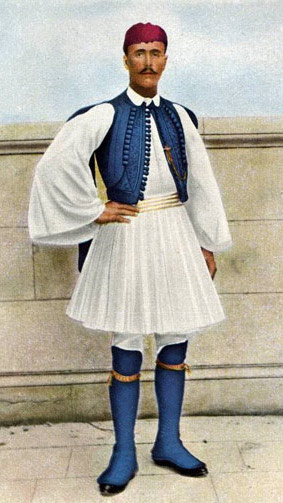
Spiridon Louis, de Griekse winnaar van de marathon

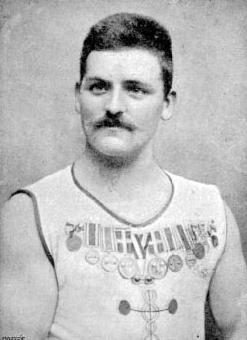
De Deen Viggo Jensen deed aan 4 sporten mee en won medailles in gewichtheffen en schieten

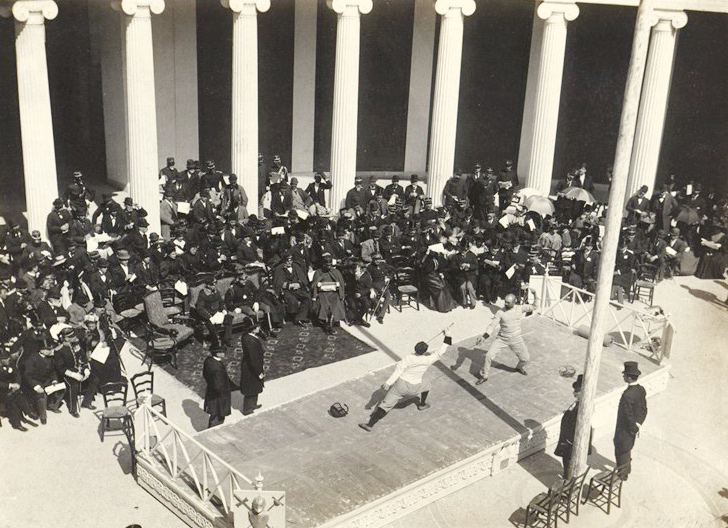
Een finale van het schermen

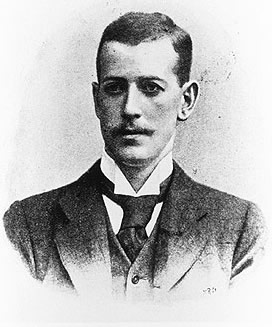
John Pius Boland, winnaar van twee gouden tennismedailles

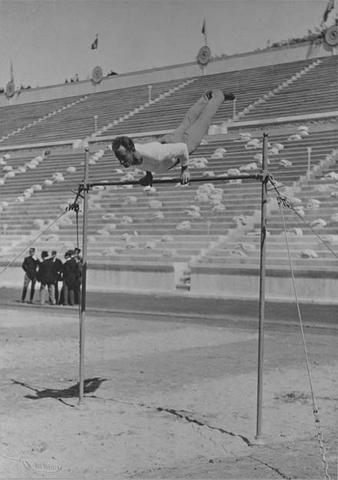
Het onderdeel rekstok

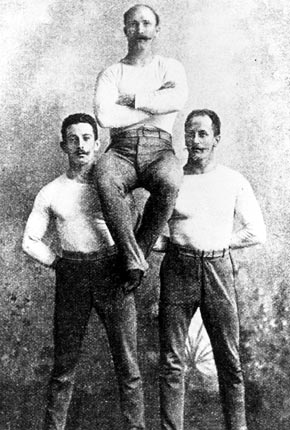
De Duitse individuele medaillewinnaars Carl Schuhmann, Alfred Flatow en Hermann Weingärtner

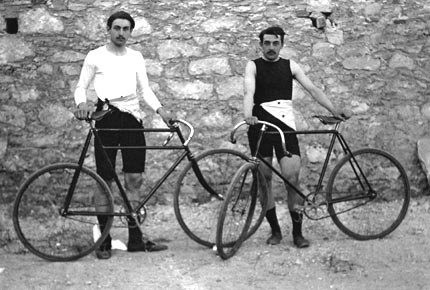
De Franse medaillewinnaars Paul Masson en Léon Flameng

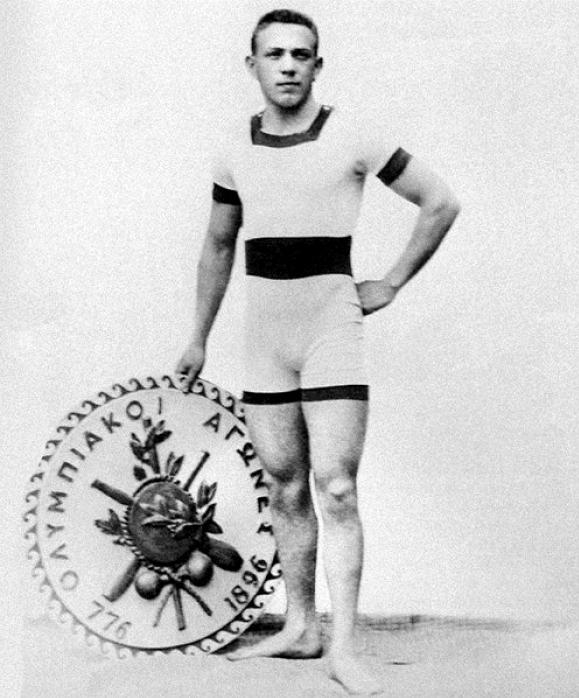
Alfréd Hajós, winnaar van de 100 en de 1200 m vrije slag

Tijdens het Sorbonne-congres van 1896 werd een groot aantal sporten voorgedragen als onderdeel van de Spelen. Bij de eerste officiële bekendmakingen omtrent de "deelnemende" sporten zaten ook teamsporten, zoals voetbal en cricket, maar deze plannen werden nooit verder uitgewerkt en haalden mede daarom de uiteindelijke Spelen niet. Roeien en zeilen waren wél gepland, maar werden afgelast vanwege te harde wind op de wedstrijddag.

### Kalender
| ● | Openingsceremonie |  | Wedstrijden | ● | Wedstrijden met medailles | ● | Sluitingsceremonie |

| april 1896    | ma 6 | di 7 | wo 8 | do 9 | vr 10 | za 11 | zo 12 | ma 13 | di 14 | wo 15 | Tot. |
| ------------- | ---- | ---- | ---- | ---- | ----- | ----- | ----- | ----- | ----- | ----- | ---- |
| Atletiek      | ●    | ●    |      | ●    | ●     |       |       |       |       |       | 12   |
| Gewichtheffen |      | ●    |      |      |       |       |       |       |       |       | 2    |
| Schermen      |      | ●    |      | ●    |       |       |       |       |       |       | 3    |
| Schietsport   |      |      |      | ●    | ●     | ●     | ●     |       |       |       | 5    |
| Tennis        |      |      |      |      |       | ●     |       |       |       |       | 2    |
| Turnen        |      |      |      | ●    | ●     |       |       |       |       |       | 8    |
| Wielersport   |      |      | ●    |      |       | ●     | ●     |       |       |       | 6    |
| Worstelen     |      |      |      |      |       | ●     |       |       |       |       | 1    |
| Zwemmen       |      |      |      |      |       | ●     |       |       |       |       | 4    |
| Totaal        | 2    | 8    | 1    | 9    | 8     | 12    | 3     |       |       |       | 43   |
| Cumulatief    | 2    | 10   | 11   | 20   | 28    | 40    | 43    |       |       |       | 43   |
| Ceremonies    | ●    |      |      |      |       |       |       |       |       | ●     |      |
| april 1896    | ma 6 | di 7 | wo 8 | do 9 | vr 10 | za 11 | zo 12 | ma 13 | di 14 | wo 15 | Tot. |

### Atletiek
De deelnemers aan de verschillende atletiekonderdelen hadden de meeste verschillende nationaliteiten van alle sporten. De ontgoocheling bij de Grieken was groot toen zij het discuswerpen niet konden winnen. Maandenlang hadden de Griekse atleten zich toegelegd op deze discipline, die als een nationale sport werd gezien. Toch werden alle Griekse atleten verslagen door de Amerikaan Bob Garrett, die nog nooit een discus had geworpen. Pas tijdens de reis naar Athene was hij op het idee gekomen zich voor het discuswerpen in te schrijven. Garretts winnende worp was 29,15 meter, 20 centimeter verder dan de worp van de nummer twee, de Griek Panagiotis Paraskevopoulos. Garrett won verder ook nog het kogelstoten.
Er deden maar weinig topatleten mee en er werden, misschien daardoor, geen wereldrecords gehaald. Verder waren de bochten van de baan nogal krap, waardoor het halen van snelle tijden bij de looponderdelen eigenlijk onmogelijk werd. Desondanks won de Amerikaan Thomas Burke de 100 meter in 12,0 seconden en de 400 meter in 54,2 seconden. Burke was de enige deelnemer die startte met de knie op de grond, wat tot verwarring leidde bij de jury. Uiteindelijk werd het toch toegelaten te starten vanuit deze "oncomfortabele positie".
Het hoogtepunt was de marathon, die voor de allereerste keer in de geschiedenis als sportwedstrijd werd gehouden. Spiridon Louis (Griekenland) was de eerste winnaar van de olympische marathon. Het idee om een marathon te organiseren kwam van de Franse filosoof Michel Bréal, die zo de heldendaad van de Griekse krijger Phidippides wilde herdenken. Coubertin hield de boot lang af omdat hij dacht dat een marathon veel incidenten met zich zou meebrengen die mogelijk het imago van de Spelen zouden beschadigen. Uiteindelijk stemde hij toch in. De marathon werd gehouden op de laatste atletiekdag van de Spelen en vertrok, zoals de traditie het wilde, vanuit Marathon. Er waren achttien deelnemers in totaal, waaronder vier buitenlanders; de Italiaanse kanshebber Carlo Airoldi werd voor aanvang gediskwalificeerd, hoewel hij van Milaan naar Athene had gelopen om deel te nemen, omdat hij volgens de jury een professional was. De omstandigheden waren zeer zwaar, met hoge temperaturen. Dat leidde dan ook tot de gevreesde incidenten. Nog voor de eerste 20 km stortten al heel wat deelnemers in. Bij de laatste tien kilometer liep de Australiër Edwin Flack voorop en men zag in hem al de toekomstige winnaar. Hij werd echter nog voorbijgestoken door de Griek Spiridon Louis, een herder uit Maroussi, een dorpje in de nabijheid van Athene. Louis won en werd gebombardeerd tot nationale held. Die status had zeker een aantal voordelen. Zo verkreeg hij dat zijn broer, die na een messengevecht in de gevangenis terechtgekomen was, werd vrijgelaten.

### Gewichtheffen
Het gewichtheffen stond in 1896 nog in zijn kinderschoenen en de regels waren destijds behoorlijk anders dan tegenwoordig. De wedstrijden werden buiten gehouden, op het binnenveld van het stadion, ook waren de atleten niet ingedeeld in gewichtsklassen. Er stond één- en tweearmig gewichtheffen op het programma. De regels van deze allereerste wedstrijden zijn vergelijkbaar met het hedendaagse "stoten". Bij het tweearmig gewichtheffen stootten twee deelnemers na zes pogingen uiteindelijk hetzelfde gewicht van 111,5 kilo: de Schot Gregg Elliot en de Deen Viggo Jensen. Koning George I besloot dat Jensen de winnaar was, omdat zijn stijl beter zou zijn. Deze beslissing leidde tot protest uit het Britse kamp, waarna werd besloten om beide gewichtheffers extra pogingen toe te kennen. Geen van beide verbeterde echter zijn prestatie, waarna de gouden medaille aan Jensen werd toegekend.
Elliot nam revanche tijdens het eenarmig gewichtheffen, dat direct na afloop van het tweearmig gewichtheffen werd gehouden. Omdat Jensen licht geblesseerd was, en de rest geen partij was voor beide heren, won Elliot met gemak. Tijdens dit evenement was er één opvallend incident: een hulpjongen kreeg het niet gedaan om de gewichten te verwisselen, daarop stond koning George I op en gooide met gemak het gewicht een paar meter weg.

### Schermen
De schermonderdelen waren de allereerste sportwedstrijden die gehouden werden in het splinternieuwe Zappeion, dat gebouwd werd met het geld van Zappas. Het schermen was het enige evenement waarin ook professionals toegestaan waren deel te nemen, hetzij in een apart evenement, apart van de amateurs.
Oorspronkelijk zouden er vier evenementen op het programma staan, maar door onduidelijke redenen werd het degen-evenement geschrapt. Het floret-evenement voor amateurs kende in een Franse finale haar winnaar in Eugène-Henri Gravelotte. Het sabel-evenement en het floret-evenement voor schermleraren werd gewonnen door Grieken. Leonidas Pyrgos, winnaar van floret voor schermleraren, was de eerste Griek in de moderne tijd die een gouden medaille won.

### Schietsport
De vijf schietonderdelen, onderverdeeld in twee geweer- en drie pistoolonderdelen, werden gehouden in Kallithea. Het eerste evenement, 200 meter militair geweer, werd gewonnen door Pantelis Karasevdas, die als enige met al zijn schoten het doel raakte. Het tweede evenement, 25 meter militair pistool, werd gedomineerd door de Amerikaanse broers John en Sumner Paine. Om anderen ook een kans te geven, besloten beide broers dat alleen Sumner deel zou nemen aan het derde onderdeel, 50 meter vrij pistool, wat overigens met overmacht werd gewonnen door Sumner.
De broers Paine deden niet mee met het 25 meter snelvuurpistool evenement, dat werd gewonnen door Ioannis Phrangoudis, omdat hun pistolen volgens de jury niet van het juiste kaliber waren. Het laatste evenement, 300 meter vrij geweer, kon door invallende duisternis niet op de geplande dag gehouden worden en werd verschoven naar de dag erna. Georgios Orphanidis won voor Phrangoudis en de Deense gewichtheffer Jensen.

### Tennis
Ondanks dat tennis destijds al een van de grotere sporten was, nam geen van de topspelers deel aan de Olympische Spelen. De wedstrijden werden gespeeld op de banen van de "Athens Lawn Tennis Club" en op het binnenterrein van het Neo Phaliron Velodrome.
John Pius Boland, winnaar van het enkelspel, was ingeschreven voor deelname door de Griek Konstantinos Manos, een medestudent van hem op Oxford. Als lid van het Athens Lawn Tennis subcomité, probeerde Manos, samen met Boland, om meer deelnemers te ronselen tussen de Oxford-studenten. In de eerste ronde versloeg Boland Friedrich Traun, een veelbelovende speler uit Hamburg, die al uitgeschakeld was op de 100 meter sprint. Boland en Traun besloten samen deel te nemen aan het dubbelspel, waar ze in de finale het Egyptisch/Griekse koppel Kasdaglis/Petrokokkinos versloegen.

### Turnen
De verschillende turnevenementen werden gehouden op de binnenplaats van het Panathinaiko stadion. Duitsland had een elfkoppig team afgevaardigd, dat vijf van de acht evenementen won, inclusief beide teamevenementen. In het teamevenement op de rekstok waren de Duitsers de enige deelnemers. Drie Duitsers wonnen ook een individuele titel: Hermann Weingärtner won op de rekstok, Alfred Flatow de brug en Carl Schuhmann, die ook worstelde, won het sprongonderdeel.
De Zwitser Louis Zutter won op het paardvoltige en de Grieken Mitropoulos en Andriakopoulos wonnen aan de ringen respectievelijk met het touwklimmen.

### Wielersport
De regels voor de wielerevenementen werden van het UCI overgenomen. De baanonderdelen werden gehouden in het nieuwgebouwde Neo Phaliron Velodrome. Alleen de wegwedstrijd over 87 kilometer werd gehouden op het parcours Athene-Marathon-Athene.
Op de baanonderdelen was de Fransman Paul Masson de beste: hij won de individuele ronde, de tijdrit van 2 km en de 10 km. In de 100 km deed Masson mee als gangmaker voor Léon Flameng. Flameng won het onderdeel, ondanks een valpartij en het helpen van de Griek Georgios Kolettis, die een technisch probleem had. De Oostenrijkse schermer Adolf Schmal won de 12-uurs race, die slechts door twee deelnemers werd uitgereden. De Griek Konstantinidis won de wegwedstrijd tussen Athene en Marathon.

### Worstelen
Het worstelen, gehouden in het Panathinaiko stadion, kende geen gewichtsklassen, wat betekende dat er slechts één winnaar was van alle deelnemers, ongeacht verschillen in gewicht. De regels die destijds gehanteerd werden lijken erg op het tegenwoordige Grieks-Romeins worstelen, met het verschil dat er destijds geen tijdslimiet was en dat niet alle beengrepen verboden waren.
Uitgezonderd de twee Griekse deelnemers, hadden alle andere deelnemers al aan andere evenementen deelgenomen. De winnaar bij het enkelhandig gewichtheffen, Elliot nam het op tegen de turnkampioen Schuhmann. De laatste won en haalde de finale, waar hij Georgios Tsitas tegenkwam, die in de halve finale Stephanos Christopoulos had verslagen. Invallende duisternis zorgde ervoor dat de finale na 40 minuten werd gestaakt en de dag erna werd voortgezet. Schuhmann rekende toen na een kwartier af met Tsitas en won het evenement.

### Zwemmen
Het zwemmen werd gehouden in open water, omdat de organisatoren het niet nodig vonden om het geld uit te geven aan de bouw van een nieuw zwemstadion. Bijna 20.000 toeschouwers hadden zich opgesteld rond de Baai van Zea, nabij Piraeus, om het evenement te bekijken. De omstandigheden waren zeer moeilijk. De zwemmers werden met een boot de zee ingebracht, waarbij de starter op het oog de afstand tot het vasteland schatte. Verder was het water in de baai koud en de deelnemers hadden daar veel van te lijden tijdens de wedstrijden. Er waren drie open evenementen, de 100, 500 en 1200 meter vrije slag, en één evenement speciaal voor Griekse matrozen.
Voor de Hongaar Alfréd Hajós betekende het feit dat alle onderdelen vlak na elkaar op dezelfde dag werden gehouden, dat hij aan slechts twee onderdelen kon meedoen en dat hij zich nauwelijks kon herstellen van de ene wedstrijd, omdat de ander alweer begon. Desondanks won hij beide onderdelen (de 100 en 1200 meter). Hajós werd later, door een zilveren medaille voor architectuur in 1924, een van de twee deelnemers die zowel bij de atletiekonderdelen als bij de artistieke onderdelen een medaille won.
De 500 meter werd gewonnen door de Oostenrijker Paul Neumann, die zijn tegenstanders versloeg met meer dan anderhalve minuut voorsprong.

## Deelnemers

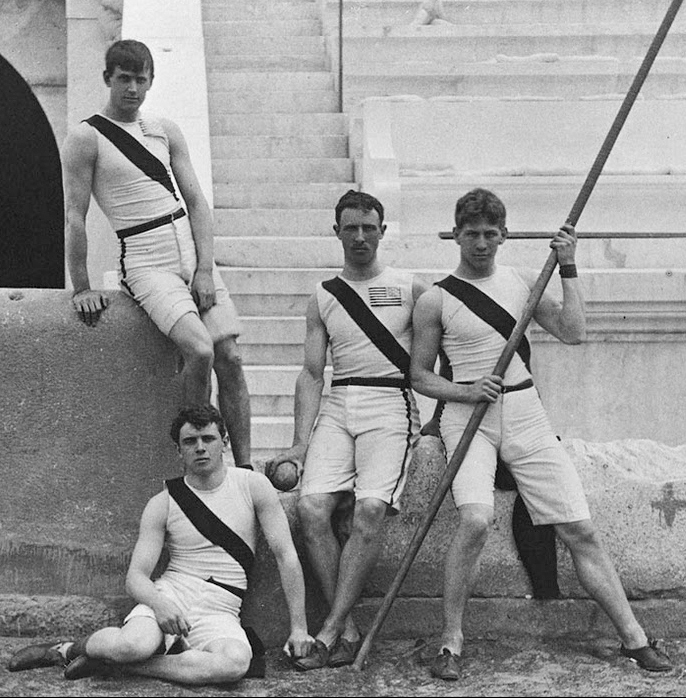
De Amerikaanse Princeton-studenten

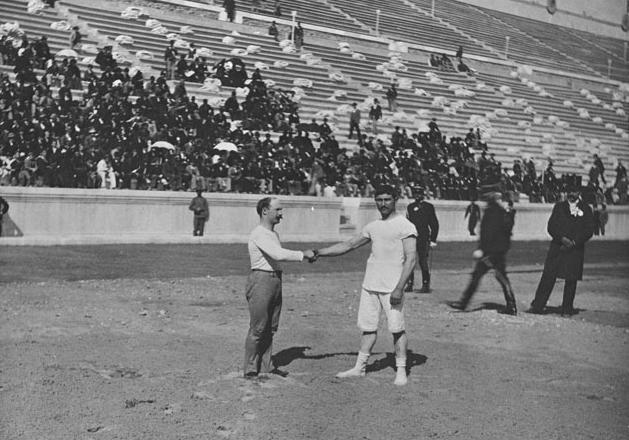
Worstelaar Carl Schuhmann schudt medefinalist Georgios Tsitas voor de finale de hand

Tot de Spelen werden geen professionele sporters toegelaten. Dit was de uitkomst van het eerste reglement waarover werd gestemd tijdens het congres van 1894. De deelnemers werden dus allemaal geacht amateur te zijn, wat problemen gaf ten aanzien van de regels, omdat er geen internationale regelgeving was. Bovendien was er kritiek op het amateurisme, al ten tijde van de Spelen van Zappas (1870-1875), vanwege het feit dat ook de lagere sociale klassen mee mochten doen.
Bij de eerste Spelen konden de deelnemers zich ter plaatse inschrijven en ze werden niet, zoals nu het geval is, door hun land afgevaardigd. Zo bestond een groot deel van de Britse deelnemers uit studenten met interesse in Griekse kunst en uit ambassademedewerkers. Verder waren alle Amerikaanse deelnemers student aan Princeton. Vaak ook namen sporters deel omdat ze per toeval, door werk of studie, in Athene aanwezig waren.
Het precieze aantal deelnemers aan deze eerste Spelen is niet bekend. Diverse bronnen spreken elkaar tegen. Het IOC houdt het op 241 deelnemers, Mallon & Widlund komen uit op 245 atleten, terwijl De Wael daar ook op uitkomt. Deze tegenstrijdigheid is te verklaren omdat niet altijd nauwkeurig geregistreerd werd wie zich voor een bepaald onderdeel inschreef en welke nationaliteit deze persoon had. In de officiële uitslagen staan ook vaak enkel de namen van de deelnemers die bovenaan eindigden. Zo'n 175 deelnemers zijn bij naam bekend.
Omdat er tot en met 1928 geen olympisch dorp was, moesten de deelnemers zelf voor slaapgelegenheid zorgen.

### Vertegenwoordigde landen
Zoals eerder aangegeven werden de deelnemers niet door hun land afgevaardigd en werd niet altijd bij inschrijving de nationaliteit genoteerd. Hierdoor ontstaat ook onduidelijkheid over het aantal landen dat op de Spelen vertegenwoordigd was. Volgens het IOC namen 14 landen deel, maar ze geeft niet aan welke dit zijn. De lijst die hieronder staat, is de waarschijnlijke lijst die het IOC gebruikt. Sommige bronnen geven 12 landen aan, waarbij Chili en Bulgarije ontbreken; andere noemen er 13 waarbij Italië ontbreekt. Sommigen voegen ook Egypte aan de lijst toe, omdat deelnemer Dionysios Kasdaglis een Griekse Egyptenaar was die in Egypte woonde. Er namen geen Belgen of Nederlanders aan deze eerste moderne Olympische Spelen deel.

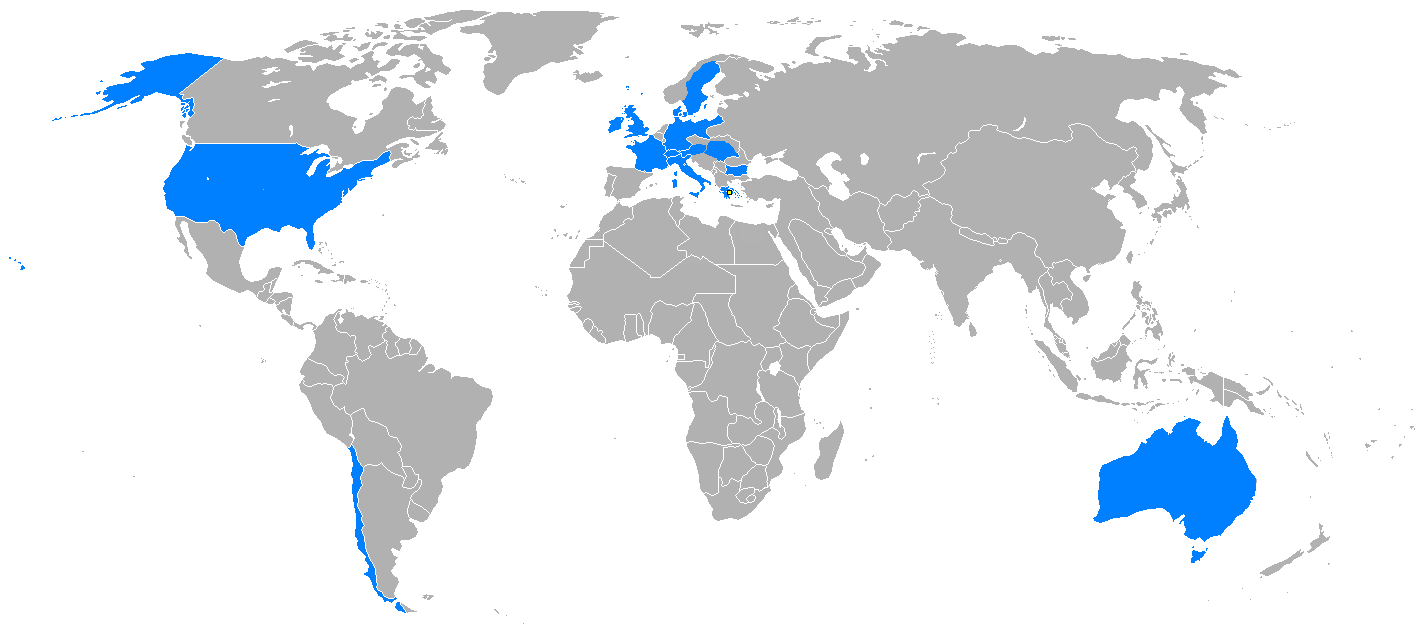
Landen met vertegenwoordigers

1. Australië – Hoewel Australië niet onafhankelijk was van het Britse Rijk, worden de resultaten van Teddy Flack meestal toegekend aan dat land.
2. Bulgarije – Het Bulgaarse Olympisch Comité claimt dat de gymnast Charles Champaud een Bulgaar was.[32] Champaud was een Zwitser die in Bulgarije woonde. De bronnen Mallon & Widlund en de Wael voegen hem bij Zwitserland.[33]
3. Chili – Het Chileens Olympisch Comité claimt dat de atleet Luis Subercaseaux een Chileen was.[34] In andere bronnen wordt hij niet genoemd.
4. Denemarken
5. Duitsland
6. Frankrijk
7. Griekenland – Tot de Griekse resultaten worden meestal de prestaties toegekend van deelnemers uit Cyprus en Smyrna (het huidige İzmir). Soms wordt de Egyptenaar Kasdaglis tot de Griekse deelnemers gerekend.
  - Cyprus – Sommige bronnen behandelen de Cypriotische resultaten afzonderlijk, alhoewel de meeste Anastasios Andreou, een Griekse Cyprioot, tot de Grieken rekenen. Cyprus was destijds een protectoraat van het Britse Rijk.
  - Smyrna – De resultaten van de twee atleten uit Smyrna worden over het algemeen tot de Griekse gerekend.
8. Groot-Brittannië – Bij Groot-Brittannië wordt over het algemeen ook de enige Ierse deelnemer John Pius Boland meegerekend.
9. Hongarije – Hongarije was een onderdeel van de Dubbelmonarchie Oostenrijk-Hongarije maar de resultaten van de Hongaarse deelnemers worden meestal apart gerapporteerd van de Oostenrijkse. Tot de Hongaarse resultaten worden ook de resultaten gerekend van atleten uit Vojvodina dat nu een deel is van Servië.
10. Italië – Lange tijd spraken bronnen elkaar tegen over de deelname van Italië. Dit omdat de marathonloper Carlo Airoldi wel was ingeschreven, maar niet werd toegelaten omdat hij professional zou zijn. Later bleek dat Italië sowieso was vertegenwoordigd door de schutter Giuseppe Rivabella.
11. Oostenrijk – Oostenrijk was een onderdeel van de Dubbelmonarchie Oostenrijk-Hongarije maar de resultaten van de Oostenrijkse deelnemers worden meestal apart gerapporteerd van de Hongaarse deelnemers.
12. Verenigde Staten
13. Zweden
14. Zwitserland

### Ingeschreven landen die niet meededen
Sporters uit België en Rusland hadden zich ingeschreven, maar trokken zich terug. Het is onduidelijk of de Chileense atleet daadwerkelijk heeft deelgenomen.

## Medaillespiegel

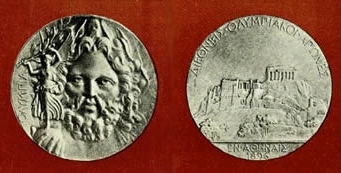
De zilveren medaille zoals die aan de olympisch kampioenen werd uitgereikt

Tijdens deze eerste Spelen kreeg de winnaar een zilveren medaille. De nummer twee kreeg brons. Voor de derde plaats lag er geen medaille klaar.
James Connolly (Verenigde Staten) won op 6 april 1896 het hink-stap-springen met een sprong van 13,71 m en werd daarmee de eerste olympische kampioen van de moderne Olympische Spelen. Hij kreeg de eerste zilveren medaille in de moderne geschiedenis; goud werd pas in 1904 ingevoerd.
Het IOC heeft besloten om in alle medailleoverzichten te werken volgens de huidige methode, namelijk goud voor de winnaar, zilver voor de nummer twee en brons voor de nummer drie. Dit om vergelijkingen tussen de verschillende edities te vergemakkelijken.
Volgens die moderne benadering zouden er 122 medailles zijn uitgereikt. Het IOC stelt officieel geen medailleklassement op, maar geeft desondanks een medailletabel ter informatie. In het klassement wordt eerst gekeken naar het aantal gouden medailles, vervolgens de zilveren medailles en tot slot de bronzen medailles.
Omdat zoals eerder gemeld de derde plaats in 1896 niets opleverde, zijn er op bepaalde onderdelen geen wedstrijden meer gehouden om de derde plaats te bepalen. Dit verklaart het lagere aantal bronzen medailles in onderstaande tabel. Bovendien telde de schermdiscipline floret voor schermleraren maar twee deelnemers.
In de volgende tabel staat het volledige klassement. Het gastland heeft een blauwe achtergrond en het grootste aantal medailles in elke categorie is vetgedrukt.
| Plaats | Land             | NOC    | Goud | Zilver | Brons | Totaal |
| ------ | ---------------- | ------ | ---- | ------ | ----- | ------ |
| 1      | Verenigde Staten | USA    | 11   | 7      | 2     | 20     |
| 2      | Griekenland      | GRE    | 10   | 17     | 19    | 46     |
| 3      | Duitsland        | GER    | 6    | 5      | 2     | 13     |
| 4      | Frankrijk        | FRA    | 5    | 4      | 2     | 11     |
| 5      | Groot-Brittannië | GBR    | 2    | 3      | 2     | 7      |
| 6      | Hongarije        | HUN    | 2    | 1      | 3     | 6      |
| 7      | Oostenrijk       | AUT    | 2    | 1      | 2     | 5      |
| 8      | Australië        | AUS    | 2    | 0      | 0     | 2      |
| 9      | Denemarken       | DEN    | 1    | 2      | 3     | 6      |
| 10     | Zwitserland      | SUI    | 1    | 2      | 0     | 3      |
| 11     | Gemengd team(1)  | ZZX    | 1    | 1      | 1     | 3      |
| Totaal | Totaal           | Totaal | 43   | 43     | 36    | 122    |

(1)Gecombineerde teams van deelnemers uit verschillende landen speelden in het dubbelspel van het tennistoernooi. De medailles die dergelijke teams wonnen, worden door het IOC niet toegerekend aan de landen waaruit de spelers afkomstig waren, maar aan het "gemengd team". De spelers waren afkomstig uit Australië, Duitsland, Griekenland en Groot-Brittannië.
Atletiek · Gewichtheffen · Schermen · Schietsport · Tennis · Turnen · Wielersport · Worstelen · Zwemmen
Australië · Bulgarije · Chili · Denemarken · Duitsland · Frankrijk · Griekenland · Groot-Brittannië · Hongarije · Italië · Oostenrijk · Verenigde Staten · Zweden · Zwitserland · Gemengde teams
Olympische Zomerspelen
Olympische Winterspelen
Gerelateerd
Olympische Jeugdspelen · Paralympische Spelen · Deaflympische Spelen · Special Olympic World Games
IOC · COA · BOIC · NOC*NSF · NAOC · SOC
- Bibliothèque nationale de France: cb14554556k (data)
- Gemeinsame Normdatei: 2021067-X
- Library of Congress Control Number: n86132303
- Nationale Bibliotheek van Tsjechië: mub2012695642
- Nationale Bibliotheek van Israël: 987008638485905171
- Virtual International Authority File: 157754206